# Breganze Chardonnay superiore
Il Breganze Chardonnay superiore è un vino DOC la cui produzione è consentita nella provincia di Vicenza.

## Caratteristiche organolettiche
- colore: giallo paglierino più o meno carico
- odore: intenso, giustamente aromatico
- sapore: gradevolmente morbido, vellutato, armonico con o senza presenza gradevole di legno

## Produzione
Provincia, stagione, volume in ettolitri
- nessun dato disponibile